# Schoenoplectiella hooperae
Schoenoplectiella hooperae är en halvgräsart som först beskrevs av Jean Raynal, och fick sitt nu gällande namn av Kaare Arnstein Lye. Schoenoplectiella hooperae ingår i släktet Schoenoplectiella och familjen halvgräs.
Artens utbredningsområde är Tanzania. Inga underarter finns listade i Catalogue of Life.